# Arco cigomático
El arco cigomático es una parte del cráneo humano, más concretamente de la cara humana. El arco cigomático se forma en la unión de la apófisis cigomática del hueso temporal  propio de los huesos del cráneo  y la articulación del apófisis malar, propio de los huesos de la cara, ubicado a un lado de las fosas orbitales.
Tiene relación y divide el músculo temporal y el músculo masetero.